# St. Pauls (Karolina Północna)
St. Pauls – miasto w Stanach Zjednoczonych, w stanie Karolina Północna, w hrabstwie Robeson.